# Аналисти
Аналисти (од латинске речи annus = „година“, одатле annales, тј. libri = „годишњак“) јесте скупни назив за писце римске историје који су деловали оквирно од Другог пунског рата до времена Суле. Њихова дела углавном покривају период од најстаријих времена до њима савременог доба.
Римска историографија није имала научни циљ у савременом значењу ове речи. Историјски спис је био или панегирик, односно апологија, написана у славу или одбрану каквог догађаја или какве личности, или је такав спис имао педагошки циљ ("историја је учитељица живота“, каже Цицерон), или му је, најзад, циљ био да забави читаоце. „Историја је веома блиска поезији", каже Квинтилијан, „она је, може се рећи, песма у прози, написана да нас забави, а не да нас поучи“ (ад наррандум, нон ад пробандум). Касније, с развојем реторике, дошла је историографија под њен утицај, и писцима историје стало је углавном до тога да им дело буде стилски лепо, да одговара прописима реторике и да начини ефекат. За порекло и вредност података које су преносили нису се ови историчари много интересовали, и машти је било отворено широко поље. Дуго времена су на историји радили искључиво римски патрицији и нобили.
Од почетака града Рима па све до око 400. године п. н. е. Римљани једва да су имали писаних докумената који би се могли употребити као историјски извор. Међутим, од 4. века п. н. е. врховни свештеник (pontifex maximus) је на табли постављеној на зиду Регије објављивао најзначаније догађаје, као што су имена магистрата, пророчанства важна за целу заједницу, епидемије, ратови, помрачење сунца. Те су табле назване tabulae pontificum (= „понтификатске табле“ или „свештеничке табле“). Те су табле на крају године похрањиване у архиву и представљале су прве „анале“.
Први почеци римске историографске прозе почивају на подацима које је прикупљао pontifex maximus. Историографи су задржали аналистичку форму излагања, па се зато и називају аналистима. Римска аналистика дели се обично, према хронолошком реду аутора и историјској вредности њихових дела, на старију, средњу и нову аналистику.

## Старија аналистика
Старија аналистика цветала је у првој половини 2. века п. н. е. Дела старијих аналиста краћа су и стилски много једноставнија од каснијих аналиста, али је историјска вредност њихових дела већа. Они су готово сви писали на грчком језику, и то зато што се тада сматрало да је латински језик тешко употребљив за прозу, али и зато да би своја дала учинили доступним широј читалашкој публици. Најстарији и најбољи међу старијим аналистима био је Квинт Фабије Пиктор (Quintus Fabius Pictor), о коме знамо да је био сенатор и да је после пораза код Кане послат као изасланик у Делфе да Аполона пита за савет. Написао је историју од Енеје до свога времена, од које нам није сачувано ништа, али за које се зна да је послужило као главни узор Полибију за опис рата с Ханибалом. Други су припадници старије аналистике били Цинције Алимент (Cincius Alimentus), Постумије Албин (Postumius Albinus), Гај Ацилије (Gaius Acilius), Касије Хемина (Cassius Hemina, око 146. п. н. е.) и Калпурније Пизон (Calpurnius Piso), од којих нам се такође ништа није сачувало.

## Средња аналистика
Средња аналистика наставак је старије. Средњи аналисти пишу латинским језиком, архаичним и неизрађеним стилом. Мана им је што измишљају и фалсификују усмена предања како би у њима попунили хронолошке или географске празнине и недоследности, као и то што рационалистичким тумачењима покушавају да од легенде начине историју. Вредност средњој аналистици, међутим, пружа мноштво антикварских детаља.

## Млађа аналистика
Млађа аналистика само је по форми боља од средње, а иначе су недостаци средње аналистике у њој додатно појачани. Из политичких, патриотских или религијских разлога писци нове аналистике обилно прибегавају измишљању, фалсификовању, прерађивању. Многи подаци млађих аналиста своје изворе имају у хеленистичким приповеткама. Најпознатији представници били су Квинт Клаудије Квадригарије (Quintus Claudius Quadrigarius, око 80. п. н. е.) и Валерије Анција (Valerius Antias). Каснија римска историографија, оличена у делима Тита Ливија, Дионизија Халикарнашанина и Плутарха, била је под снажним утицајем млађих аналиста и њихових легенди претворених у историју.